# Thiais

Położenie Thiais w ramach aglomeracji paryskiej

Thiais – miejscowość i gmina we Francji, w regionie Île-de-France, w departamencie Dolina Marny.
Według danych na rok 1990 gminę zamieszkiwało 27 515 osób, a gęstość zaludnienia wynosiła 4279 osób/km² (wśród 1287 gmin regionu Île-de-France Thiais plasuje się na 90. miejscu pod względem liczby ludności, natomiast pod względem powierzchni na miejscu 585.).